# Рожнов, Сергей Владимирович
Серге́й Влади́мирович Рожнов (26 сентября 1948) — российский палеонтолог, доктор биологических наук, академик РАН (2016).

## Биография
Окончил геологический факультет МГУ в 1971 году. С этого же года и до сих пор работает в Палеонтологическом институте РАН, занимает должности заместителя директора по научной работе и заведующего лабораторией высших беспозвоночных.
Область научных интересов — морские лилии палеозоя, другие группы иглокожих раннего палеозоя. В 1979 году защитил диссертацию на соискание степени кандидата биологических наук (издана в 1981 году в виде монографии), в 1998 году — диссертацию доктора биологических наук «Морфогенез и эволюция морских лилий и других пельматозойных иглокожих в раннем палеозое».
Младший брат — эколог академик В. В. Рожнов (род. 1951).

## Членство в организациях
- Член-корреспондент РАН (с 2011).
- Член Палеонтологической ассоциации Великобритании.

## Признание и награды
- Премия X. Раусинга (1998)[2]
- Премия имени И. И. Шмальгаузена (2013) — за серию работ по эволюционной биологии: эволюция высших таксонов иглокожих[4]
- Орден Дружбы (5 февраля 2024 года) — за большой вклад в развитие отечественной науки, многолетнюю плодотворную деятельность и в связи с 300-летием со дня основания Российской академии наук[5]